# Pashtana Durrani
Pashtana Durrani, née en 1997 au Pakistan, est une militante afghane des droits de l'homme qui lutte principalement pour l'accès des filles et des femmes à l'éducation,.

## Biographie

### Jeunesse
La famille de Pashtana Durrani fuit l'Afghanistan à la fin des années 1990 en raison de la guerre civile qui sévit dans le pays et de la présence des talibans. Elle naît en 1997 dans un camp de réfugiés près de Quetta, au Pakistan,. Sa famille valorise l'éducation, sa devise est "On peut avoir faim, mais pas  une journée sans apprentissage". Dans leur camp de réfugiés pakistanais, ses parents dirigent une école de filles chez eux à partir de 2001, et ses tantes convainquent les familles réticentes d'éduquer leurs filles. En 2013, Pashtana Durrani et sa famille rejoignent Kandahar, en Afghanistan.

### Activisme
En 2018, Pashtana Durrani fonde LEARN Afghanistan, une organisation non gouvernementale qui se concentre à l'éducation des enfants et des femmes en Afghanistan,. Au moment de la prise de pouvoir du pays par les talibans en 2021, l'organisation gère 18 écoles numériques dans le sud de l'Afghanistan. Après la prise de contrôle de l’Afghanistan par les talibans en août 2021, Pashtana Durrani se cache. LEARN Afghanistan reprend ses opérations, bien que secrètement, moins d'un mois après la prise de pouvoir.
En 2021, Pashtana Durrani est nommée dans la liste des 100 femmes de la BBC. En 2022, elle est lauréate du Young Activist Summit. En 2023, elle reçoit un Global Citizen Prize (en) pour son travail. Elle est également nommée lauréate mondiale de l'éducation par le Fonds Malala.
En 2022, elle publie un mémoire sous le titre Last to Eat, Last to Learn (Dernière à manger, dernière à apprendre),.

### Vie privée
Le père de Pashtana Durrani est décédé quand elle avait 21 ans, ce qui la force à devenir la subvenir aux besoins de sa famille`.
Pashtana Durrani quitte l'Afghanistan en octobre 2021 après la prise de pouvoir par les talibans. À l'époque, elle étudie les sciences politiques à l'Université américaine d'Afghanistan (en). Elle travaille comme chercheuse invitée au Wellesley College à partir de novembre 2021 et étudie comment améliorer la distribution de l'aide humanitaire et atténuer la corruption financière.